# Øle Å
Øle Å (wym. [ølə ɔː]) – najdłuższa rzeka na duńskiej wyspie Bornholm.
Rzeka Øle wypływa z podmokłego obszaru Ølene około 10 km na północny zachód od Nexø. Początkowo płynie na południowy wschód przez zalesiony teren Povlsker Plantage, po czym skręca na południowy zachód. Zbliżając się do ujścia, rzeka płynie przez pola uprawne. Swój ostatni odcinek pokonuje w kierunku południowym. Uchodzi do Bałtyku we wschodniej części południowego wybrzeża wyspy po pokonaniu około 20 km.
W pobliżu ujścia, Øle Å przepływa przez powstałą już w XVIII wieku osadę Slusegård Mølle. W niej rzeka napędza koło młyna wodnego. Zachowany do dziś młyn pochodzi z XIX wieku.
Rzeka po raz pierwszy była wzmiankowana w 1588 roku, kiedy pojawiła się w kronikach jako Ølleaaen.

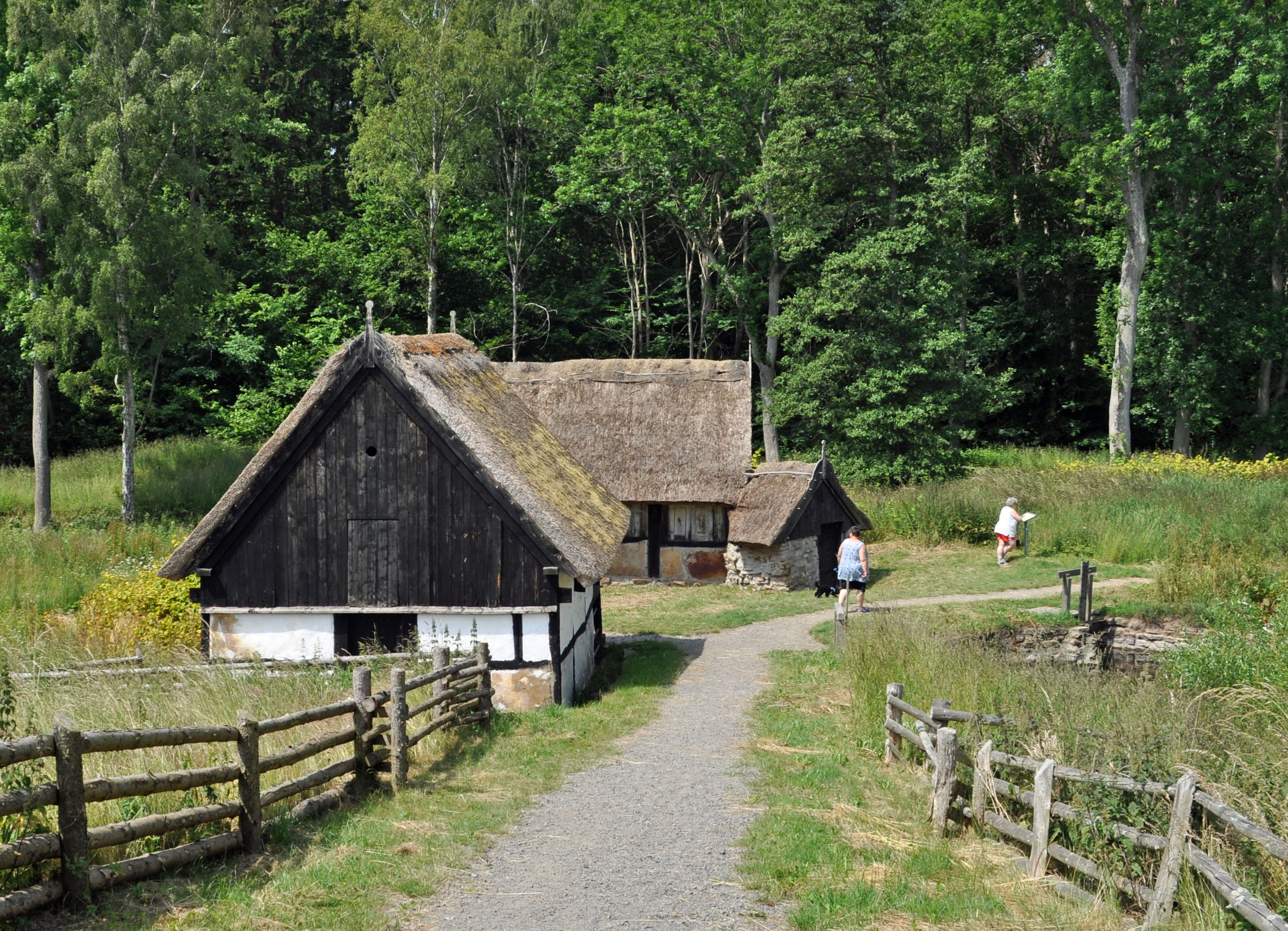
Osada Slusegård Mølle